# 7641 Cteatus
7641 Cteatus este o planetă minoră (asteroid), cu un diametru de 71,839 km, din Asteroid troian al lui Jupiter. A fost descoperită pe 5 octombrie 1986 la Instytut Astronomii⁠(d) de Milan Antal⁠(d) și a fost numită după Cteatus⁠(d). 
Obiectul prezintă o orbită caracterizată de o semiaxă mare de 5,2139924 UAi, o excentricitate de 0,05, o înclinație de 34,69135 ° în raport cu ecliptica.